# T'Pol
T'Pol je fiktivní postava v televizním sci-fi seriálu Star Trek: Enterprise.
Komandér T'Pol byla vulkánská žena sloužící na hvězdné lodi Enterprise NX-01 pod velením kapitána Jonathana Archera v polovině 22. století. Byla prvním Vulkáncem, jenž vydržel na lidské lodi déle než 10 dní. Později měla vztah s Charlesem Tuckerem (Tripem), který skončil s jeho smrtí.